# Gouvernement Slaheddine Baccouche I
Ne doit pas être confondu avec Gouvernement Slaheddine Baccouche II.
Protectorat français de Tunisie
Chenik I Kaak
Le premier gouvernement Slaheddine Baccouche est le premier gouvernement tunisien formé après la déposition de Moncef Bey et la fin de l’occupation allemande en Tunisie. Il est le symbole du retour de l’administration coloniale telle que l’a connue le pays depuis le début du protectorat français.

## Contexte
Le 14 mai 1943, Moncef Bey est déposé et exilé à Laghouat. Le lendemain, Lamine Bey est intronisé et M'hamed Chenik présente la démission de son gouvernement. Un nouveau cabinet est désigné par le résident général de France Alphonse Juin.

## Composition
Le nouveau gouvernement est formé des personnalités suivantes :
- Slaheddine Baccouche : grand vizir ;
- Hassan Hosni Abdelwaheb : ministre de la Plume[3] ;
- Habib Djellouli : ministre de la Justice ;
- Mohamed Salah Mzali : ministre des Habous.

## Remaniements
Le 17 février 1945, le ministère des Affaires sociales est créé ; son premier titulaire est Mohamed Salah Mzali. Le ministère des Habous qu’il dirige disparaît, rattaché au grand vizirat. Ce nouveau ministère comprend d’une part la Santé publique et l’Assistance et d’autre part le Travail et la Prévoyance sociale.
Pour la première fois, un ministre tunisien assume pleinement la responsabilité de ses fonctions sans avoir besoin du visa de l’agent de contrôle français qui le surveille. C'est aussi la première fois que de hauts fonctionnaires français se retrouvent sous l'autorité d'un ministre tunisien. Un médecin-colonel croit bon d'ironiser à ce propos : « Maintenant que nous sommes coiffés par un chef indigène, il ne nous reste plus qu'à nous coiffer de la chéchia ». Le résident général Charles Mast ne lui pardonne pas et, malgré les intercessions, le remet à la disposition de l'armée.
Le 21 février 1947, Jean Mons est nommé résident général en remplacement du général Charles Mast, avec la mission d’introduire des « réformes substantielles ». Baccouche — que Mohamed Salah Mzali considérait comme une « nullité sympathique » — ne pouvant être l’homme de la situation, un nouveau gouvernement est désigné.